# 돈 (말)

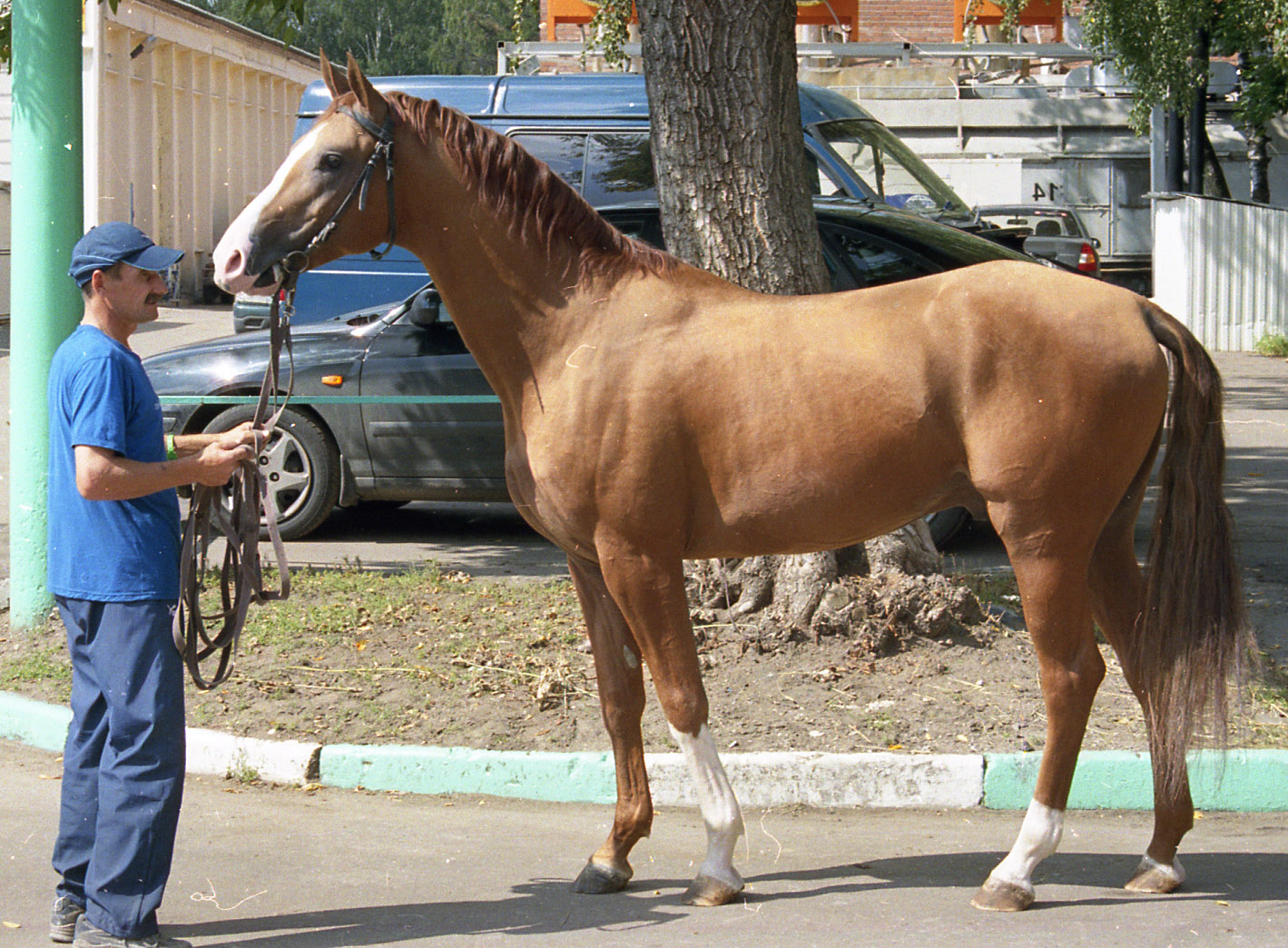

돈(Russian Don)은 말 품종의 하나로, 흑해 서쪽과 카스피해 북쪽의 볼고그라드를 중심으로 한 비옥한 지역에서 자란다. 칼미크말과 아랍계에 속하는 코카서스나 투르크멘 지방의 아칼테케를 교배시킨 말이다. 어깨높이 1.55-1.6m이고 근육질이며 힘도 세고 모양도 잘생긴 우수한 것으로, 카자흐족 기병의 승용마로 유명하다.